# Alvis TB 14
La Alvis TB 14 è un'autovettura prodotta dalla casa automobilistica britannica Alvis nel 1950.

## Descrizione

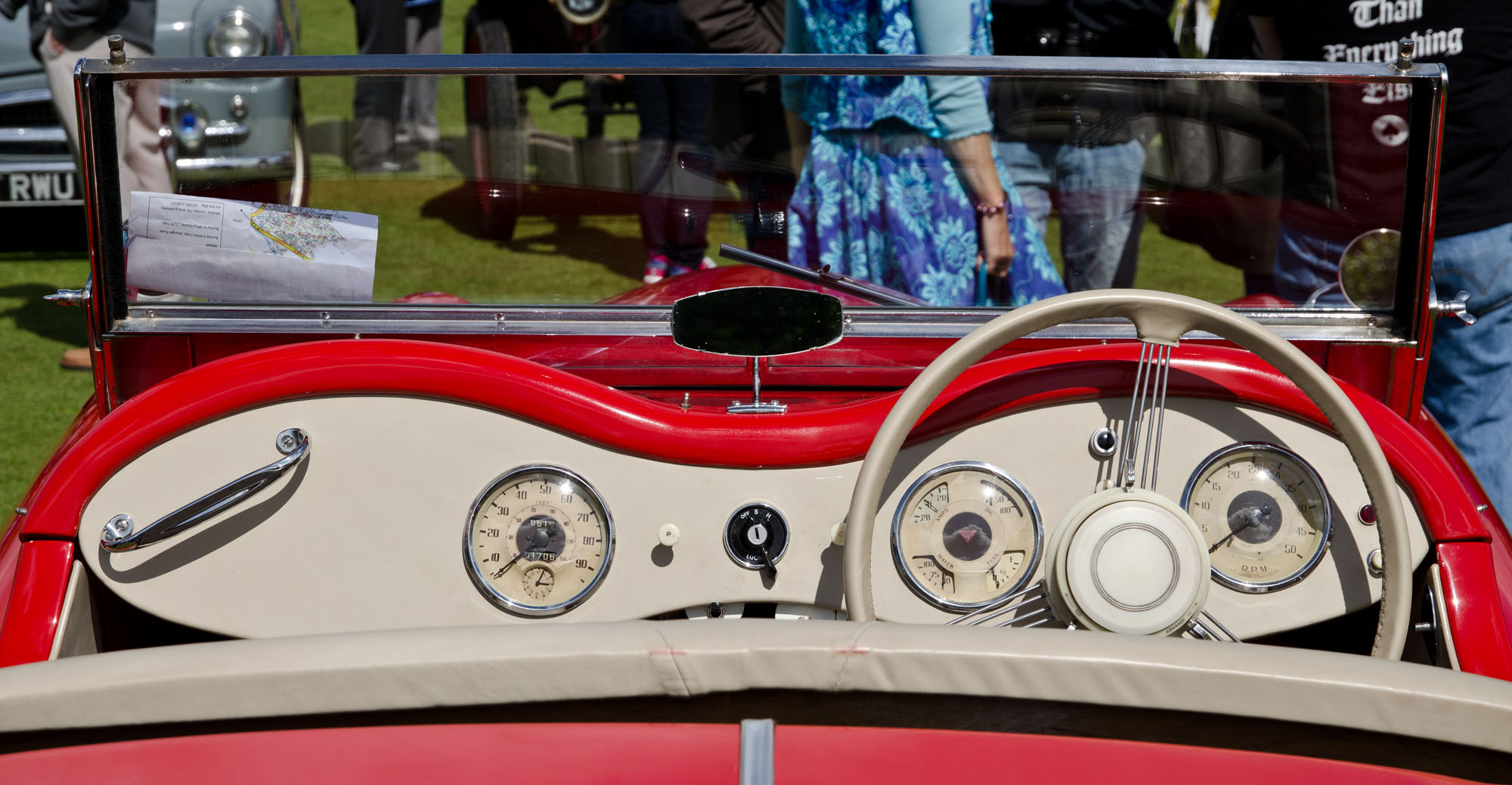
Il cruscotto di una Alvis TB14

Alvis si accordò con la AP Metalcraft, un costruttore di carrozze di Coventry, per produrre una carrozzeria roadster a due porte adattata al telaio della Alvis TA 14. L'auto, a cui fu dato il nome TB 14, aveva le portiere posteriori tagliate nella parte superiore e un parabrezza ripiegabile sopra il cofano motore. La griglia del radiatore era insolita rispetto agli altri modelli della Alvis, e aveva forma arrotondata. I fanali di posizione anteriori furono montati sui paraurti. Vennero realizzate sia le versioni con guida a destra che a sinistra.
Il motore in linea a quattro cilindri da 1.892 cm³ da cilindrata fu leggermente modificato per produrre 68 CV (51 kW), 3 CV in più rispetto al motore della TA 14 grazie a due carburatori SU in luogo di uno. Vennero mantenute le stesse sospensioni ad assale rigido con molle a balestra semiellittica della TA 14. Poiché l'auto era più leggera della TA 14, il rapporto di trasmissione finale venne modificato da 4.875:1 a 4.3:1, contribuendo ad aumentare la velocità massima e a migliorare i consumi di carburante. L'auto raggiungeva i 130 km/h di velocità massima.